# Steina i Woody Vasulka
Steina i Woody Vasulka són dos artistes europeus emigrats als EUA l'any 1964. Pioners en el camp del videoart han contribuït, des de l'any 1969 i durant més de 3 dècades, a l'evolució del llenguatge del vídeo, establint un diàleg permanent entre l'artista i la tecnologia.
Steina Vasulka (nascuda amb el nom de Steinunn Briem Bjarnadottir a Reykjavík, Islàndia, l'any 1940) va estudiar violí i teoria de la música i el 1959 va rebre una beca del ministeri de Cultura de Txecoslovàquia per assistir al Conservatori Estatal de Música de Praga.
Woody Vasulka (nascut amb el nom de Bohuslav Peter Vasulka a Brno, l'antiga Txecoslovàquia, l'any 1937) va estudiar tecnologia i mecànica hidràulica a l'School of Engineering de Brno, i cinema a l'Academy of Performing Arts de Praga.
Bohuslav Peter Vasulka i Steinunn Briem Bjarnadottir es van conèixer a Praga el 1962. L'any 1964 es van casar. El mateix any es van traslladar a Nova York (EUA) on van viure fins a l'any 1974. Als inicis de la seva estada a Nova York Steina Vasulka va treballar durant un temps com a músic freelance, i Woody Vasulka com a editor de vídeo multi pantalla i dissenyador. Cap a finals dels 60 i seduït pels nous mitjans electrònics Woody Vasulka va començar a experimentar amb vídeo, llum estroboscòpica i so electrònic.
Des de l'any 1970 el matrimoni Vasulka van treballar junts en el camp més experimental, manipulant i deconstruint el senyal de vídeo a través de dispositius electrònics, inventats per ells mateixos, amb l'objectiu de transformar el so, la imatge i la relació d'espaitemps.
L'any 1971 van fundar, a Nova York, juntament amb Andreas Mannik, The Kitchen: un centre d'exhibició pioner en la creació i difusió de les noves tendències artístiques del moment: vídeo, música, dansa, performances, cinema o literatura.
Al llarg de les quatre darreres dècades han estat distingits amb nombrosos premis. El darrer, un premi honorífic per la seva excepcional contribució a les arts electròniques, atorgat pel The National Association of Media and Culture (NAMAC), San Francisco.

## Biografia

### Woody Vasulka (1937-1964)
Bohuslav Peter Vasulka (Woody) naix el 20 de gener de 1937 a Brno (Txecoslovàquia). El seu pare, Peter, és treballador del metall i la seva mare, Florentina, que és mestressa de casa pinta, escriu i realitza escultures de fusta.
En la seva infantesa, cap al final de la Segona Guerra Mundial, l'any 1945, en Woody Vasulka pren el primer contacte amb la tecnologia, concretament amb restes de diversos aparells utilitzats durant la guerra i que troba en una deixalleria. Aquelles troballes i l'experiència de la guerra li van provocar els mateixos sentiments que després va experimentar gravant en vídeo.
Entre els anys 1953 i 1956 estudia mecànica hidràulica i metal·lúrgica a l'Industrial Engineering School of Brno, Txecoslovàquia, on es gradua en el batxillerat d'enginyeria, el juny de 1956.
Del 1956 al 1957 fa el servei militar. L'any 1960 es trasllada a Praga amb una beca del govern i es matricula a l'Academy of Performing Arts, Faculty of Film and Television, allí comença a dirigir curts, escriu i aprèn anglès. Obté el diploma en producció i direcció de documentals.
L'any 1962 és distingit amb el premi Young Filmmaker durant el Festival Nacional de Documentals de Carlsbad (Txecoslovàquia).
L'any 1962 coneix Steinunn Briem Bjarnadottir (Steina), a Praga. A l'hivern de 1964 produeixen dos documentals de caràcter polític sobre la caiguda de Ahmed Ben Bella, a Algèria.

### Steina Vasulka (1940-1964)
Steinunn Briem Bjarnadottir (Steina) naix el 30 de gener de 1940 a Reykjavík (Islàndia). El seu pare, Bjarni Gudmundsson, és un oficial del departament d'afers estrangers i la seva mare, Gunnlaug Briem, és directora de banc.
S'interessa ben aviat per les arts escèniques i plàstiques i a l'edat de 8 anys ja freqüenta els concerts, els teatres, l'òpera i exposicions d'art.
Entre els anys 1953 i 1957 estudia violí i teoria de la música. L'any 1957 estudia danès a un internat de Dinamarca, el 1958 estudia alemany a Alemanya i l'any 1958 rep una beca del departament de Cultura de Txecoslovàquia per estudiar al Conservatori de Música de Praga. L'any 1962 coneix en Woody Vasulka, a Praga.

### Nova York. La descoberta, l'experimentació (1965-1969)
El 8 de gener de 1964 es casen a Praga i durant l'estiu enregistren dos documentals a Islàndia, abans de marxar als Estats Units. El 1965 es traslladen a Nova York. Durant els tres primers anys a Amèrica Steina Vasulka exerceix de músic per a subsistir econòmicament, mentre Woody Vasulka treballa com a editor de cinema i també organitza presentacions industrials amb multi pantalles.
Aprofitant l'experiència adquirida en la projecció en multi pantalles i desenganyat per la narrativitat del cinema explora nous mètodes i realitza dos films que són projectats en tres pantalles amb la intenció de perllongar l'horitzontalitat del frame. El mateix any realitza diverses pel·lícules en 360 graus adaptant una càmera Pathe de 16mm.
Durant l'estiu d'aquell any 1967 Steina Vasulka viatja a París per estudiar violí mentre el seu marit comparteix un loft, durant tres mesos, amb l'artista suís Alfons Schilling, a Nova York. Ambdós comencen a experimentar amb el seguiment d'un individu, per control remot, projectant la imatge obtinguda per l'aparell de vídeo a la paret, al mateix temps que succeïa l'acció. L'experiment té èxit i, a partir d'aquell moment, comencen a treballar el concepte de la «construcció i reconstrucció de l'espai en el temps».
L'any 1969, Woody Vasulka, treballant als estudis Harvey Lloyd's proposa substituir la tecnologia del cinema per la de la televisió, amb l'objectiu de no estar limitat a una única pantalla de projecció. És llavors quan decideix focalitzar els seus esforços cap al vídeo, en part degut a la instantaneïtat i flexibilitat del mitjà; i està interessant en el concepte metafísic: «la imatge és un sistema d'energia».
A finals dels 60, segons Steina Vasulka, en una entrevista al llibre Vasulka. Steina. Machine vision. Woody. Descriptions ambdós investiguen com interferir, controlar i canviar la imatge, i s'adonen que no fa falta la càmera, que el voltatge i les freqüències poden crear les imatges. En quell moment, els Vasulka van entendre que eren les ones electromagnètiques que produïen els senyals sonors i de vídeo. «Una de les primeres coses que vam fer -diu Steina Vasulka- va ser generar imatges a través del so i viceversa».
El mateix any comencen a treballar amb el Portapak de Sony i realitzen vídeos de caràcter documental, de concerts de Jethro Tull o Jimmy Hendrix. Molt interessats en la vida cultural i artística de Nova York, en el mateix període, veuen el treball de l'artista coreà Nam June Paik, considerat el pare del videoart i pioner i un dels principals membres del moviment Fluxus, a l'exposició Tv as a Creative Medium, presentada a la Galeria Howard Wise de Nova York.

### The Kitchen (1970-1973)

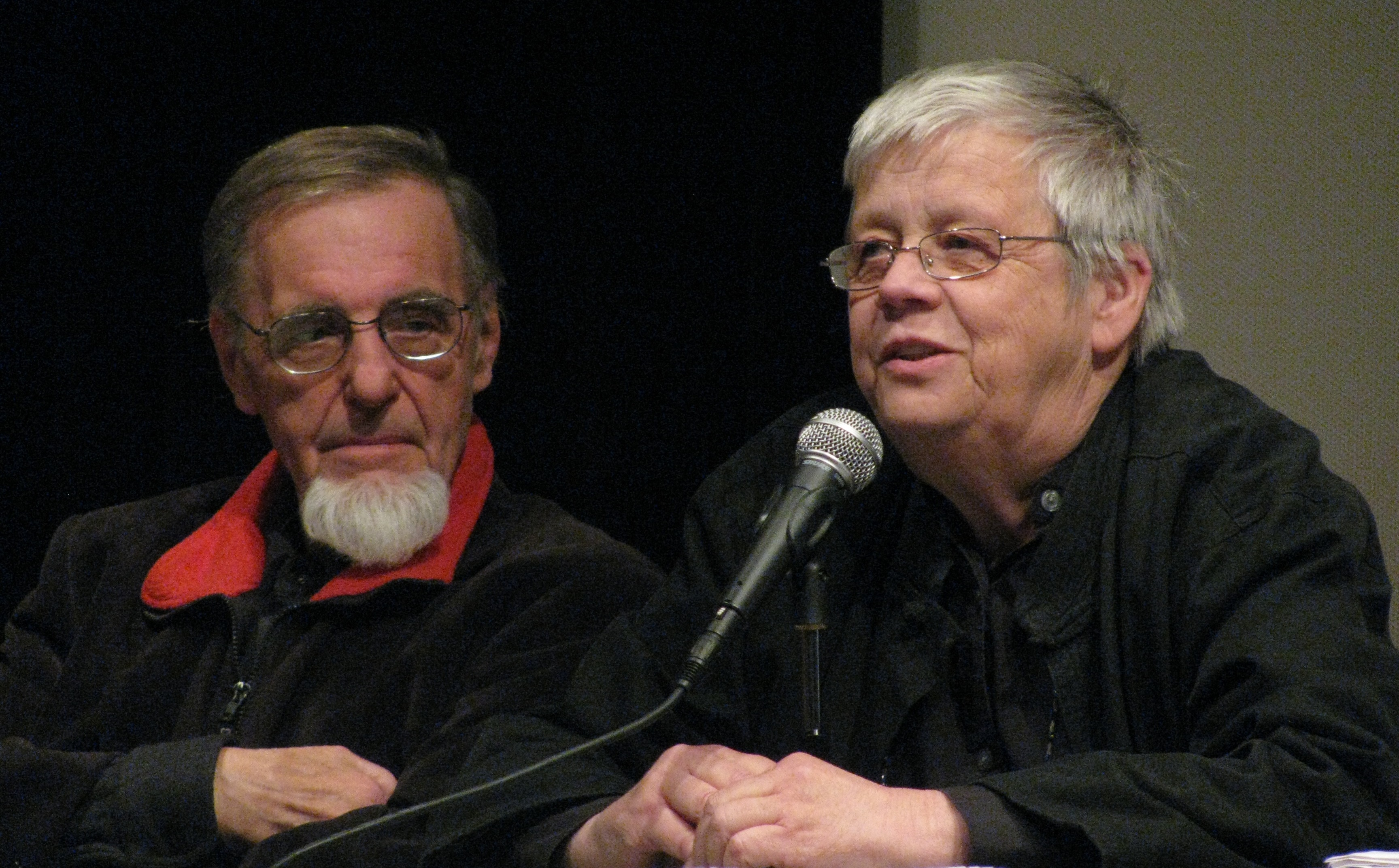
Steina i Woody Vasulka a la celebració del 35 aniversari de Founding of Media Study (Universitat de Buffalo)

Els Vasulka, amb l'objectiu de donar sortida a la demanda dels artistes, en referència a la creació d'un centre de producció i divulgació de l'art més experimental i alternatiu de les dècades dels 60 i 70, obren amb Andrea Manick The Electronic Kitchen, el mes de juny de 1971. The Kitchen era un espai que acollia performers, músics, artistes plàstics, ballarins, videoartistes i escriptors i que, en primera instància, volia ser útil més als artistes que no al públic. The Kitchen va ser un espai de producció artística on l'artista no tenia cap imposició i on s'impulsava la lliure creació i, sobretot l'experimentació. Era un centre pioner i amic del món més underground. Entre altres activitats va impulsar, l'any 1972, dos dels primers festivals de vídeo, al món: The Kitchen Video Festival i the Women's Video Festival.
El primer The Kitchen s'inaugurà a Mercer Street on hi havia hagut la cuina adossada a les sales de ball del Brodway Central Hotel, que havia estat transformat en el Mercer Arts Center. Els Vasulka van liderar el projecte The Kitchen fins al 1973. Va ser en aquesta etapa quan van començar a explorar el treball amb sintetitzadors, moduladors i seqüenciadors.
Un dels grans col·laboradors del matrimoni Vasulka va ser el videoartista americà Dimitri Devyatkin. L'any 1971, a través de Nam June Paik, Devyatkin va tenir notícia de l'obertura de The Kitchen. Al cap de molt poc temps hi va anar per conèixer de primera mà el projecte i als Vasulka. Allí, en Devyatkin hi va presentar un vídeo fet a Califòrnia que va tenir una gran acollida entre la comunitat d'artistes presents i, també, per part dels Vasulka, i des d'aquell moment, es va forjar una gran relació entre els tres. Tan és així, que Devyatin considerava els Vasulka com els seus pares, pel que fa al vídeo.
Una de les primeres obres que Devyatkin va concebre per The Kitchen va ser House of the Horizontal Synch, on el músic Rhys Chatham tocava el piano, Woody Vasulka el videosintetizador i Devyatkin el violí elèctric, amb el qual van començar a interferir la imatge projectada al televisor. Quan en Devyatkin tocava la coneguda cançó House of the Rising Sun (La casa del son naixent) de The Animals i canviava el to del violí les línies horitzontals de la pantalla es modificaven. Segons Dimitri Devyatkin The Kitchen va esdevenir de seguida un lloc de referència obligada pels artistes, a Nova York: habitualment s'hi projectaven cintes de vídeo i el videoart pur coexistia amb assumptes socials, vídeos d'activistes homosexuals o immigrants xinesos. A The Kitchen l'art, la política i la tecnologia, sovint, convergien.
Els Vasulka deixen la direcció de The Kitchen quan l'any 1973 es traslladen a Buffalo.
Durant l'època a The Kitchen el matrimoni Vasulka estava immers absolutament en l'experimentació, la descoberta i la recerca de la relació entre la tecnologia i la creació artística. En aquests anys, l'Steina Vasulka inicia la coneguda sèrie anomenada Violin Power (1970-1978) on utilitza el violí per alterar la imatge videogràfica mitjançant l'Scan Processor de Rutt i Etra. Connectava el violí a l'aparell i aconseguia generar distorsions a la imatge del televisor.
Una altra peça destacada, pel seu treball experimental, és Noisefields (1974), creada per la parella Vasulka. En aquest treball, el Dual Colorizer d'Eric Siegal en combinació amb el Video Sequencer de George Brown generava variacions cromàtiques partint d'un vídeo en blanc i negre, al mateix temps que produïa un efecte de flickering o pampallugueig, amb un resultat abstracte i absolutament hipnòtic.
Un altre dels instruments utilitzats pels Vasulka era el Multikeyer, un manipulador ideat per George Brown que aconseguia superposar fins a sis imatges, a diferència dels manipuladors de l'època, que només en podien superposar dues.
L'any 1972 ambdós reben una beca del National Endowment for the Arts (NEA), de la NCET Business Technology Events i de KQED Television Stations de Califòrnia per començar a desenvolupar projectes d'art electrònic en cooperació amb George Brown i Eric Siegel, amb el suport del New York State Council on the Arts.

### De Buffalo a Santa Fe (1973-1980)
L'any 1973 es traslladen a Buffalo (Nova York) i són convidats a desenvolupar el laboratori del Centre Media Study at the Satate University of Nova York (Buffalo, N.Y., United States). Els Vasulka acaben sent professors associats a aquesta universitat, on ensenyen fins al 1979. Per bé que continuen treballant junts, en aquell moment, els seus punts de vista comencen a diferir.
L'any 1974 compren l'Scan Processor creat per Steve Rutt i Bill Etra i el comencen a utilitzar assíduament en els seus treballs. Al llibre Vídeo: Primera etapa Laura Baigorri ressenya que a The Matter (1974) Woody Vasulka va utilitzar l'Scan Processor per a distorsionar tres trames primàries -una sinuosa, una altra quadrada i una altra triangular-. També en va fer ús a Reminiscence (1974), The Trend (1974) i Telc (1975) on transformava paisatges en cotes i corves topogràfiques. Aquesta nova etapa amb l'Scan Processor va marcar un abans i un després en el procés creatiu dels Vasulka a partir de la qual van entendre molt millor el procés electrònic de la imatge.
Mentrestant, Steina Vasulka es concentra en la sèrie de videoinstal·lacions Machine Vision on investiga sobre com desconnectar el punt de vista humà del punt de vista de la càmera, i ho fa robotizant el sistema de control de la càmera. L'artista vol que sigui una altra càmera qui observi la càmera. La màquina que utilitza a Machine Vision va ser construïda pel seu marit Woody Vasulka; ell després la va utlizar per als seus projectes personals de cine, i ella la fa servir per acoblar-hi el seu violí. Aquest projecte marca definitivament el camí del seu treball més personal i creatiu. Algunes obres associades a aquesta època són: Signifying Nothing (1975), Sound and Fury (1975), Switch! Monitor! Drift! (1976), Allvision No 1 (1978), i Allvision No 2 (1978-79).
L'any 1975 Woody Vasulka realitza els seus primers experiments digitals i idea The Vasulka Imagin System, un sistema de computadora personal que desenvolupa durant tres anys. L'any 1976, amb la seva dona Steina compren un DEC LSI-11 amb l'objectiu de controlar el vídeo a través de l'ordinador, però l'acaben utilitzant com un sistema per a transformar les imatges digitals del vídeo. Aquells temps van ser d'investigació i aprenentatge en adquirir nous coneixements sobre el sistema, coneixements que més endavant obtenen el seu rèdit.
Després de rebre diferents premis i beques provinents d'institucions com John Simon Guggenheim Memorial Foundation (Nova York) per continuar la recerca en imatge electrònica, o del National Endowment for the Arts (NEA), l'any 1978 s'inaugura Steina - Machine Vision/Woody - Descriptions a la The Albright-Knox Art Gallery, a Buffalo, l'exposició més important, fins al moment, sobre els Vasulka.
L'any 1979, gràcies a una beca de la Solomon R. Guggenheim Foundation es traslladen a Santa Fe (Nou Mèxic, Estats Units).

### Anys 80. Santa Fe
Woody Vasulka segueix investigant nous materials i l'any 1980 recicla maquinària provinent de residus militars de Los Alamos Military Research Center. Aquest material l'utilitzarà més endavant a la sèrie d'instal·lacions anomenades The Brotherhood (1990-1998). Al mateix temps investiga i fa recerca sobre el que ella anomena The New Epistemic Space, un estudi que dura en els anys i examina models d'interactivitat entre el públic i la tecnologia: com gestos i sons (veu, llenguatge i música).
És en aquesta etapa a Santa Fe és quan Woody Vasulka canvia el registre i comença a produir peces de vídeo amb una certa dimensió narrativa, totalment absent en les etapes anteriors. Així produeix dos dels seus treballs més importants: The Commission (1983), un treball basat en la relació entre el violinista Niccolò Paganini i el compositor Hector Berlioz on indaga sobre la capacitat narrativa dels codis visuals i els efectes digitals, «ell vol subvertir la narrativa dins estratègies antinarratives»; a Art of Memory on Woody crea «una de les més importants obres de vídeo, amb una articulació sorprenentment original i madura sobre el significat de les imatges gravades» i on ens parla del trauma del segle XX a través d'imatges fílmiques d'esdeveniments violents com la Guerra Civil espanyola, la Revolució Russa, la Segona Guerra Mundial o de l'arribada de la bomba atòmica.
D'altra banda, Steina Vasulka rep, el 1982, una beca del National Endowment for the Arts (NEA) i de la Rockefeller Foundation per a produir el treball titulat Earthworks; i l'any 1986 col·labora amb la cantant Joan La Barbara en una sèrie de composicions interactives. Aquests treballs per a veu són inclosos a Events in the Elsewhere i hi integra elements que després el seu marit Woody utilitzaria a The Theater of Hybrid Automata.[38] L'any 1989 produeix alguns vídeos com In the Land of the Elevator Girls i dos anys més tard la videoinstal·lació Tokyo Four.

### Dels 90 en endavant
Des de 1993 Woody Vasulka és professor a Faculty of Arts of the Ploytechnic Institute a Brno, República Txeca; i durant els anys 90 participa en un gran nombre de festivals arreu del món i realitza nombroses peces de vídeo. Entre algunes de les produccions també destacades, durant els 90, trobem les grans instal·lacions: Automata, Friendly Fire, Translocations i The Brotherhood.
L'any 1993 els Vasulka comissarien l'exposició i el catàleg Eigenwelt der Apparate Welt: Pioneers of Electronic Art pel festival Ars Electronic de Linz, Àustria. El 1996 ambdós exposen al San Francisco Museum of Modern Art la sèrie d'instal·lacions Machine Media; i l'any 1997, Steina Vasulka mostra la seva instal·lació Orka al pavelló d'Islàndia, a la Biennal de Venècia, Itàlia.
Al final dels 90 el reconeixement a la seva producció artística i innovació en el mitjà del vídeo es fa palès amb el premi honorífic per la seva especial contribució a les arts digitals, ofert per primera vegada pel The National Association of Media and Culture (NAMAC) de San Francisco.
L'any 1999, ambdós artistes, organitzen el The Techne & Eros: Human Sensory Space and the Machine workshops a Santa Fe (Nou Mèxic, Estats Units), fruit de tot plegat funden l'Art and Science Laboratory juntament amb el compositor David Dunn i el físic James Crutchfield.

## «La tribu que rendeix culte a l'electricitat»
Als Vasulka no els preocupava gaire que la televisió fos part de la cultura popular, el que els movia i els fascinava era la idea d'alterar i modificar les imatges. El cineasta lituà Jonas Mekas descriuria el matrimoni Vasulka i els seus col·legues com «La tribu que rendeix culte a l'electricitat»; i, el mateix Woody Vasulka en el mateix sentit deia: «el nostre treball és un diàleg entre l'eina i la imatge», en referència a les grans possibilitats que l'eina (vídeo) els oferia en l'àmbit creatiu i experimental.

En una entrevista publicada en ocasió de l'exposició Steina et Woody Vasulka Vidéastes en Woody Vasulka deia: «Tot va començar per la descoberta dels ateliers a Nova York. Jo ocupava un loft al Front Street, al número 128. Steina Vasulka, en aquella època era a París. Jo vivia amb l'Alphons Schilling. I vaig aprendre una nova manera de viure. […] vaig començar a construir les màquines. Tot tipus de projectors, dispositius estroboscòpics…, era l'estiu de 1967». Mentre que Steina Vasulka, en referència al vídeo, deia en l'entrevista Entretien avec Steina feta per Robert A. Haller:
«El vídeo té un denominador comú: el senyal de vídeo és el què la pel·lícula és al film»
Exceptuant una breu etapa documental, la idea principal dels Vasulka és la de transgredir i manipular els senyals sonors i visuals a través d'instruments com sintetitzadors, colorímetre o el Rutt/Etra Scan Processor per a obtenir noves creacions.
Lluny de considerar-se, ells mateixos, com a artistes, als inicis de la seva carrera, la seva aspiració, en paraules de Woody Vasulka, era tractar el temps i l'energia com a mitjà d'expressió. Poc o gens els preocupava si eren o no eren artistes. Li preocupava ben poc ser artista, deia que no era la seva ambició, i deia també que l'art sempre demana l'èxit, i que ell no s'hi volia sotmetre a la dictadura de l'èxit.
Avui, les Tecnologies de la Informació i Comunicació i la gran quantitat d'aparells electrònics a l'abast dels creadors contrasta amb les possibilitats dels primers videoartistes, que a les dècades dels 60 i 70 utilitzaven petits pressupostos per elaborar eines electròniques totalment personalitzades. Va ser el cas dels Vasulka, que van col·laborar amb altres artistes i enginyers a desenvolupar les seves pròpies interfícies d'imatge i so subvertint les dinàmiques físiques del mateix mitjà. Els Vasulka volien demostrar que el vídeo tenia certa analogia amb el coneixement i que a través dels tubs de raigs catòdics el coneixement es pogués transmetre.

## Els Vasulka, l'estètica i les màquines
Des dels inicis de la seva carrera, després de l'estiu del 67, Woody Vasulka, que havia treballat des del cinema amb multipantalles, concretament a les peces Aimless people i Peril in Orbit, veia com el format cinema el sobrepassava i va desenvolupar una teoria personal acusant el frame de ser el responsable de la «tendència narrativa del film». Probablement, aquest fou l'inici d'una aventura que no va tenir fi: l'obsessió per descobrir els codis subjacents en el temps/energia com a principi organitzador dels sons i les imatges.
Aquesta frase d'en Woody Vasulka, que es troba al catàleg Steina & Woody Vasulka Vidéastes, resumeix la posició compartida pel matrimoni Vasulka davant la transcendència del moment, quan descobreixen el vídeo com a eina de creació. Anteriorment, en la seva etapa inicial, ambdós havien utilitzat diferents formes d'expressió, des de l'abstracció al documental, fugint de la divisió tradicional de gèneres d'altres disciplines.
El primer Portapak de Sony, quatre eines rudimentàries i un magnetoscopi eren suficients per a començar a manipular la imatge de vídeo mitjançant els controls de deflexió del monitor, o congelant les imatges. La seva obsessió era entendre la lògica de la imatge generada en el vídeo, més enllà del seu resultat estètic. La qualitat de les imatges no els provocava cap sentiment especial. Els Vasulka se servien d'un camí lògic: comprendre la imatge, comprendre i manipular, manipular per inventar, i comprendre per inventar, i viceversa; i no podem entendre l'abast del treball dels Vasulka sense comprendre aquesta estreta relació que han tingut amb la tecnologia.
Segons Guy Fihman i Caludine Eizykman, a l'article «Trames Entrecroisees» publicat al catàleg Steina & Woody Vasulka Vidéastes, l'any 1984, la parella d'artistes desenvolupen el seu treball d'arod a tres etapes. La primera, la inicial, va ser enregistrar amb el Portapak, sobretot actuacions de travestis i bandes de música que figuren a les cintes Participation i Sketches, per després tornar-les a enregistrar amb la idea de produir desfasaments de la imatge en el temps. La segona fase és la investigació i invenció amb els seus amics tècnics i artistes de les diferents eines que havien de permetre profundes manipulacions de la imatge i el so: Scan Processor, el Multikeyer o el Programmer, entre d'altres. I la tercera fase, la introducció de la tecnologia digital (computadores) en diàleg amb l'analògica (cinta i càmera): dels píxels en surten noves imatges.
Els Vasulka, doncs, amb les seves investigacions han reescrit el llenguatge del vídeo explorant incansablement dins la mateixa tecnologia: les freqüències, els sincronismes, les línies, el format, els temps, el frame, etc., amb l'objectiu de reflexionar primer sobre el mitjà tot despullant-lo, deconstruïnt-lo fins a l'essència mateixa, per a construir després l'obra, que és sòlida i coherent amb la seva manera d'entendre el videoart. Segons Yvone Spilemann, les obres de vídeo dels Vasulka transgredeixen el vídeo pur i esdevenen obres de dimensió escultòrica.

Els Vasulka han sabut incorporar, també, les darreres tecnologies a la seva producció, com els ordinadors; i, la seva gran contribució ha estat definir la tecnologia i el vídeo en el context de l'art. La qüestió, però, de si existeix un art informàtic no està resolta, segons el mateix Woody Vasulka, que diu:
«Les imatges més increïbles no són pas les que han estat engendrades per l'art, sinó que ho són les generades per les matemàtiques o digitalment». I, acaba preguntant-se «¿On es troba el desafiament? ¿On es troba la imatge radical?»

## Obres significatives
Participation, 1969-1971. Realitzat per Steina and Woody Vasulka. És una peça de vídeo (antologia) que es va projectar per primer com l'any 1977, al tercer Festival de Vídeo Documental de Nova York, i que recull gravacions enregistrades pels Vasulka a finals dels 60 i principis dels 70, amb el Portapak de Sony. Participation parla de la vida gai de la dècada dels 60 a Nova York i, al mateix temps, conté escenes de concerts de Jimi Hendrix, Jethro Tull, Miles Davis o Keith Jarret. Els enregistraments són de caràcter documental, no obstant això, són presentats sense cap mena de narració, amb la idea de no influir l'espectador.
The Matrix, 1970-1972. Realitzat per Steina i Woody Vasulka. És un treball realitzat per a multi pantalles on l'abstracció de formes, produïdes per les distorsions que el so provocava a les imatges, i les imatges en el so, viatjaven a través dels diferents monitors en una mena de matamorfosi.
Vocabulary, 1973. Realitzat per Woody Vasulka. En aquest treball Woody Vasulka utilitza tres de les eines que han estat fonamentals en les seves creacions: el Multikeyer, l'Scan Processor i el Dual Colorizer. El Dual Colorizer el fa servir per crear noves formes; el Multikeyer per a substituir determinades àrees de luminància per soroll electrònic (noise), i l'Scan Processor per alterar la relació de lluïssor de la imatge. A Vocabulary a través de la interacció entre els tres dispositius es generen formes visuals físicament impossibles.
C-Trend, 1974. Woody Vasulka. Una càmera enregistra, des de darrere una finestra, el moviment de cotxes i persones que passen pel carrer. S'empra l'Scan Processor per dividir i comprimir la part visual i regenerar, a la pantalla, diferents formes abstractes, mentre el so es manté intacte. Per tant, el que l'espectador pot observar és una constant tensió entre el so real i la imatge artificial a conseqüència de la manipulació.

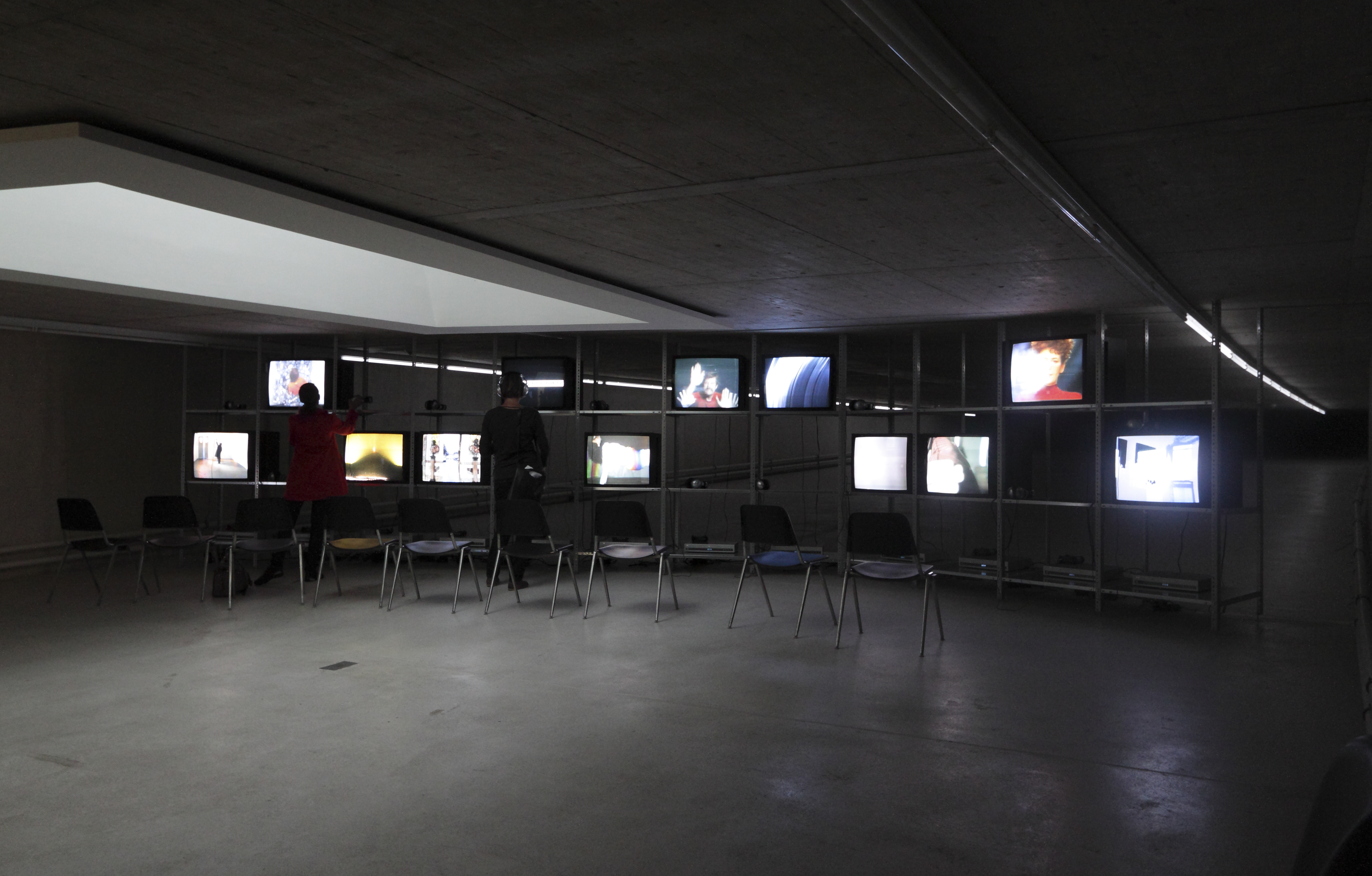
Imatge de l'exposició: Images Against Darkness. Video art from the archive of imai, KIT Kunst im Tunnel, Dusseldorf, 2012. Comissaris: Dr. Renate Buschmann i Gertrud Peters. Amb els treballs del següents artistes: Julián Álvarez Garcia, George Barber, Dara Birnbaum, Claus Blume, Klaus vom Bruch, Robert Cahen, Peter Callas, Douglas Davis, Sachli Golkar, Bettina Gruber, Nate Harrison, Freya Hattenberger, Oliver Held, Gary Hill, Patricia Hoeppe, Nan Hoover, Hörner/Antlfinger, Gudrun Kemsa, Sunjha Kim, Kevin Pawel Matweew, Franziska Megert, Norbert Meissner, Chris Newman, Michalis Nicolaides, Marcel Odenbach, Raskin (Rotraud Pape, Andreas Coerper), Ulrike Rosenbach, Lydia Schouten, Bill Seaman, Peter Simon, Steina, Myriam Thyes, Woody Vasulka, Maria Vedder, Jan Verbeek.

Noisefields, 1974. Steina and Woody Vasulka. En aquest cas l'eina utilitzada per a crear Noisefields és el Video Sequencer amb el qual els Vasulka fusionen dos vídeos per a crear efectes de flickering o pampallugueig. L'aspecte final és el d'una circumferència pampalluguejant dins un espai generat pel soroll (noise) del vídeo.
Allvision, 1975. Steina Vasulka. Allavision és la peça principal d'un projecte més extens que és The Machine Vision (1975-), en la qual Steina Vasulka utilitza dues càmeres de vídeo que col·loca en una barra transversal fixada en una placa giratòria motoritzada. Les dues càmeres enregistren el moviment d'una esfera i la mostren en diferents monitors, que Steina adapta a les circumstàncies i necessitats de cada exposició. La part tècnica d'aquestes peces està dissenyada per Woody Vasulka, amb l'ajuda de Joseph Krames i Joe Forth i Bruce Hamilton que en dissenyen les eines òptiques.
Cantaloup, 1980. Steina Vasulka. En aquesta peça Steina Vasulka utilitza el Digital Image Articulator -inventat per Woody Vasulka i Jeffy Shier, el 1976- que consta d'elements analògics i digitals així com una petita computadora. En aquest vídeo es documenta els passos que els Vasulka segueixen en la creació d'una imatge generada a través del Digital Image Articulator.
Artifacts, 1980. Woody Vasulka. En aquesta peça de vídeo Woody Vasulka experimenta com construir i desconstruir imatges visuals i s'interessa per com manipular el vocabulari de l'electrònica sobre la base dels alogaritmes. El vídeo posa de manifest l'estructura dels píxels i la composició de les línies provocades per l'escaneig del senyal analògic a través del Digital Image Articulator.
The Brotherhood, 1990-1998. Woody Vasulka. És una sèrie de sis interactives construccions: Translocations (1996), Automata (1990, Friendly fire (1994), Stealth (1998), Scribe (1998) i The Maiden (1998). Les peces han estat creades en moments diferents i tenen el comú que parteixen de treball de recerca que Woody Vasulka va iniciar al traslladar-se a Nou Mèxic, concretament al centre militar de Los Álamos, d'on l'artista n'extreu restes de caràcter arqueològic, que juntament amb l'alta tecnologia del moment com projectors, altaveus, pantalles o detectors de moviment, s'exposen de forma conjunta. Algunes de les peces estan equipades amb consoles perquè el públic pugui interactuar amb elles.
The Theater of Hybrid Automata, 1990-1998. Woody Vasulka. L'artista utilitza el Lightning, un instrument musical creat per Donald Buchla i on Vasulka combina hardware i programari sofisticat per a processar les imatges en temps real. Aquesta peça pren forma d'instal·lació pren diferents formes al llarg dels anys en funció de l'espai on s'ha d'exposar. Al centre de l'espai d'exposició un giroscopi mou la càmera en 360 graus, en qualsevol direcció, enregistrant l'espai i emetent les imatges en temps real a través de diverses pantalles.
Orka, 1997. Steina Vasulka. Orka és una mena de simfonia visual que trenca les lleis de la física. D'ençà que va estudiar música, Steina Vasulka creu que les imatges flueixen en un temps indefinit i, per tant, persegueix conculcar, a través dels seus vídeos, les lleis de la física, com la de la gravetat.
Pyrospheres, 2005. Steina Vasulka. És una videoinstal·lació amb múltiples canals on Steina Vasulka continua explorant la relació entre el senyal de vídeo i el programari que processa imatges electròniques. En aquest cas se serveix d'imatges enregistrades a Islàndia, el seu país natal, i en projecta abstraccions del paisatge a través de l'ús del programari Boris.

## Les eines
Les eines desenvolupades pels Vasulka i els seus amics artistes o enginyers són una peça clau i indissociable de la seva obra. Han utilitzat, al llarg de dècades de producció artística, el senyal electrònic com un material en brut a través del qual han construït el seu propi món.
«Cada nou grup de cintes de vídeo era el resultat de les investigacions de noves eines -eines que sovint conceptualitzaven o inventaven o eren inventades pels seus amics-.» (Linda L. Cathcart)
Les principals eines adaptades o desenvolupades per l'equip dels Vasulka són: el Sandin Image Processor (controla el senyal en blanc i negre generat pel vídeo i l'acoloreix); el Rutt/Etra Scan Processor (escaneja els raigs catòdics, genera ones visuals i contingut d'àudio a través de les ones de vídeo); el Digital Image Processor (reconstrueix els píxels de la imatge en diferets noves formes); el Multi-Level Keyer (programa i envia el senyal de vídeo en temps real); el Digital Image Articulator (pixela, comprimeix i expandeix el frame); el Video Sequencer (programa dos dispositius de vídeo en una seqüència determinada i controla dues càmares en temps real, en el mateix monitor).

## El fons Vasulka a la Fundació Daniel Langlois
Des de l'any 1969 fins a principis dels anys 2000 els Vasulka han realitzat una gran quantitat d'obres de videoart i instal·lacions. La seva activitat tant en el camp de la investigació com en el de la producció artística ha estat molt prolífica, i ha generat al llarg de més de tres dècades un enorme fons material, documental i artístic que comprèn les obres (cintes de vídeo i instal·lacions) i material divers com: documentació sobre esdeveniments, premis i reconeixements; sobre ensenyança i altres activitats professionals, correspondència, articles de premsa, entrevistes, documents fotogràfics, instruccions i manuals de programari i altres eines, documents publicats i manuscrits, i aparells com el Digital Image Articulator i el Multi-Keyer.
El fons va ser adquirit el maig de 2000 per la Fundation Daniel Langlois pour l'art, la science et la technologie, de Mont-real, Canadà. Una petita part, però, resta en possessió del matrimoni Vasulka, a la seva casa de Santa Fe (Estats Units).